# ウッチャンナンチャンのやるならやらねば!
『ウッチャンナンチャンのやるならやらねば!』は、フジテレビ系列で1990年10月13日から1993年6月26日まで放送されたお笑いバラエティ番組である。ウッチャンナンチャンが司会を務める冠番組でもあった。放送時間は毎週土曜日20:00 - 20:54（JST）。略称は『やるやら』。

## 概要
1990年4月から半年間放送された『ウッチャンナンチャンの誰かがやらねば!』の好評を受け、時間枠を移動してリニューアル。内村光良と南原清隆以下、前番組のレギュラーやコーナーが引き継がれ、コントとゲームコーナーで構成された。オープニングは「コケる男」で始まり、南原が「はじまるよ!」の一言でスタートするのが定番だった。
『オレたちひょうきん族』の終了後、しばらく迷走を続けていたフジテレビの土曜20時台で久々の本格的なバラエティ番組ということもあり、キャラクター名義でのCD発売や、レッドカンパニーによる『ナン魔くん』・『やるやらクエスト』の『コミックボンボン』誌での漫画化など、大々的なメディアミックス展開が行われたことでも知られる。
放送開始時はバブル景気最末期だったこともあり、映画・ドラマのパロディコントでは1本に何百、何千万もの制作費を惜しみなく使ったセットはたいそう豪華なもので、映画好きの内村は気に入っていたという。
初回放送で16.1%を記録して以来、視聴率は年間通して安定した数字を得ていた。1990年12月1日には土8戦争のライバルだった裏番組の『加トちゃんケンちゃんごきげんテレビ』(TBS)を初めて逆転する。1991年の平均視聴率は17.4%。番組歴代最高は1992年10月17日放送の20.4%（ビデオリサーチ調べ、関東地区・世帯・リアルタイム。以下略）。全放送回の平均視聴率は16.2%。
このように人気番組ではあったが、番組収録中の死亡事故（後述）により、放送は約2年8ヶ月で打ち切られた。
拡大スペシャルを含めた放送回数は111回。1993年3月13日に放送された「100回記念」はスペシャルを含めた回数と一致する。

## 主な出演者
メインキャスト
- ウッチャンナンチャン（内村光良・南原清隆）

主なゲスト
- 田中美奈子
- 名古屋章
- 不破万作
- 加藤武
- 藤岡重慶
- 菅井きん
- 高橋兄弟
- 戸田研一郎
- ちはる
- 勝俣州和
- 神田利則
- 桜井幸子
- 沢弥かな
- 中村ゆう子
- 佐藤蛾次郎
- 佐々木すみ江
- 高橋ひとみ
- 高橋由美子
- 小倉久寛
- ピンクの電話
- 藤波辰爾
- 獣神サンダー・ライガー
- 武藤敬司
- 蝶野正洋
- 橋本真也
- アジャコング
- バイソン木村
- 一色紗英
- 渡辺正行
- 小宮孝泰
- 関根勤
- 柳沢慎吾
- ダチョウ倶楽部
- 大沢健
- 水野美紀
- 河内家菊水丸
- なべやかん
- 清水圭
- 佐藤忠志
- 森次晃嗣
- 直江喜一
- 水上功治
- 大坪千夏
- 山田幸伸
- 入江雅人
- 出川哲朗
- 仁井田さゆり
- 大崎聖二
- 宮川賢

## 主なコーナー

### ナン魔くん
水木しげる原作の漫画『悪魔くん』のパロディ。
小学生のナン魔くん（南原）と使い魔が、悪玉マモー（内村）・ミモー（ちはる、後期からは小倉久寛扮するムモー）が遣わす手下の妖怪（内村）と戦う。ナン魔くんには、いつも蹴りばかりかましてくるいじめっ子のキック、眼鏡をかけたインテリ・いじられキャラのハカセという2人の友人がいる。
マモーは劇場映画『ルパン三世 ルパンVS複製人間』からの引用で、登場BGMはヨハン・ゼバスティアン・バッハの『小フーガ ト短調』。「恐怖のズンドコ!」「ちがーう!」が口癖で、ミモーとともに人気キャラクターとなった。マモー・ミモーは西城秀樹『情熱の嵐』のタイトルをパロディにしたシングル『マモー・ミモー 野望のテーマ 〜情熱の嵐〜』を発売した。
ナン魔くん最終回は1時間全編にわたり放送され、実はナン魔くんはマモーの息子・モモー、マモーは銀河皇帝プリプリ（内村）の部下だった、という映画『スター・ウォーズ』シリーズを思わせる幕引きとなった。ナン魔くん最終回の放送日、1992年3月28日は土曜20時枠の裏番組『加トちゃんケンちゃんごきげんテレビ』最終回と同日であった。
なお、コーナー内で起こったハプニングにより「マモーくん」、戸田研一郎の「トダーくん」というタイトルになったことあった。コミックボンボンでは『天空の勇者 ナン魔クエスト』と題し漫画連載も行われた。
マモー・ミモーは『LIFE!〜人生に捧げるコント〜』2015年6月11日放送分のコント「宇宙人総理」にて復活を果たした。
| 放送日         | タイトルなど                                       | テーマ                                       |
| -------------- | -------------------------------------------------- | -------------------------------------------- |
| 1990年10月20日 | 妖怪エー                                           | 絵画                                         |
| 1990年10月27日 | 妖怪ウッソー                                       | 嘘                                           |
| 1990年11月03日 | あしたのロッキー                                   | 『あしたのジョー』『ロッキー』               |
| 1990年11月10日 | もうひとつの蒲田行進曲                             | 『蒲田行進曲』                               |
| 1990年11月17日 | 二人の刑事物語                                     | 『七人の刑事』『刑事物語』                   |
| 1990年11月24日 | 銀田一探偵 柿の木屋敷殺人事件                      | 金田一耕助                                   |
| 1990年12月01日 | ARBRED HITCHCOCK PRESENTS 裏の窓                   | 『Alfred Hitchcock Presents』『裏窓』        |
| 1990年12月08日 | 時をかける転校生んぼ                               | 『時をかける少女』『転校生』『さびしんぼう』 |
| 1991年01月12日 | ジャパニーズ・ベスト・キッド                       | 『ベスト・キッド』                           |
| 1991年01月19日 | ストリート・オブ・ファイヤー                       | 『ストリート・オブ・ファイヤー』             |
| 1991年01月26日 | 荒野の真昼の決闘                                   | 『荒野の決闘』『真昼の決闘』                 |
| 1991年02月02日 | ジャパニーズ・ベスト・キッド2                      | 『ベスト・キッド』                           |
| 1991年03月02日 | SPACE ALIEN                                        | 『エイリアン』                               |
| 1991年03月09日 | 南総里見三忍伝                                     | 『南総里見八犬伝』                           |
| 1991年03月16日 | ARBRED HITCHCOCK PRESENTS 荒縄                     | 『Alfred Hitchcock Presents』『ロープ』      |
| 1991年04月06日 | マモー教の祭典                                     |                                              |
| 1991年04月20日 | マモーくん                                         |                                              |
| 1991年05月04日 | トダーくん                                         | 戸田研一郎                                   |
| 1991年05月11日 | マモーミモー 松江は恐怖のずんどこ!                 |                                              |
| 1991年06月01日 | 燃えつきてドラゴン                                 | 『燃えよドラゴン』                           |
| 1991年06月08日 | ローマで休日                                       | 『ローマの休日』                             |
| 1991年06月29日 | ゴッドファーザーV                                  | 『ゴッドファーザー』                         |
| 1991年07月06日 | 死神島                                             |                                              |
| 1991年07月13日 | 雨に唄えば U.N PRESENTS                            | 『雨に唄えば』                               |
| 1991年08月17日 | レッド・セプテンバーを追え!                        | 『レッド・オクトーバーを追え!』              |
| 1991年08月24日 | 新マモー城の野望                                   |                                              |
| 1991年09月14日 | 大満月                                             |                                              |
| 1991年10月05日 | マモー★ナン魔くんの秋の対決スペシャル              |                                              |
| 1991年10月19日 | ナン魔くんのアメージング・ストーリー               | 『世にも不思議なアメージング・ストーリー』   |
| 1991年10月26日 | ナン魔くんの暴れたがりん坊将軍                     | 『暴れん坊将軍』                             |
| 1992年01月11日 | 00ナン魔 ロシアより愛をこめて                      | 『007 ロシアから愛をこめて』                 |
| 1992年01月18日 | ナン魔くんとマモーのフィールド・オブ・ドリームス   | 『フィールド・オブ・ドリームス』             |
| 1992年01月25日 | ナン魔くんの用心棒の侍                             | 『用心棒』『七人の侍』                       |
| 1992年02月01日 | ナン魔くんとマモーの40と8時間                      | 『48時間』                                   |
| 1992年02月15日 | ナン魔くんとマモーのバック・トゥ・ザ・フューチャー | 『バック・トゥ・ザ・フューチャー』           |
| 1992年02月29日 | ナン魔くんのINDIANA JONES 最後のゲーセン           | 『インディ・ジョーンズ/最後の聖戦』          |
| 1992年03月14日 | マモーのおもひでぽろんぽろん                       | 『おもひでぽろぽろ』                         |
| 1992年03月28日 | ナン魔くんとマモーのSTAR WARS                      | 『スター・ウォーズシリーズ』                 |

### スーパー2
アメリカのアニメ『スーパースリー』のパロディ。オカマキャラのチェン（内村）と若ハゲキャラのナンチャキ（南原）の2人は、普段ホットドッグスという音楽グループで活動しているが、そのボーカルであるチェリー小泉（小泉今日子）の正体は怪盗キョンキョン。「ナン魔くん」の最終回に登場した皇帝プリプリも登場した。
放送日程
- 1992年05月02日 予告編
- 1992年05月23日 関根勤
- 1992年06月13日 黒田福美
- 1992年06月20日 怪盗ジャンジャカジャン
- 1992年07月11日 映画“フック”のルー船長と対決
- 1992年07月25日 皇帝プリプリの逆襲
- 1992年08月22日 スーパースターを取り戻せの巻
- 1992年09月05日 荒野の三十郎（『荒野の素浪人』『椿三十郎』）
- 1992年09月12日 地球爆破5秒前!
- 1992年09月19日 最後の戦い 前編
- 1992年09月26日 最後の戦い 後編

### ハイスクールナン魔くん
「ナン魔くん」の続編。中盤ではナン魔くんが時間旅行をしさまざまな時代へ飛ばされ、タイトルも「ハイスクールナン魔くんオーバー・ザ・トップ」や「ナン魔くんのレッド・サン」などと毎回変わった。1993年4月から「ウチムラセブン」が開始されたため未完のまま自然消滅。
放送日程
- 1992年10月17日 帰ってきたナン魔くん
- 1992年10月31日 やってきた教育実習生
- 1992年11月07日 伝説のドラゴンを倒せ!
- 1992年11月14日 アイドルと野獣
- 1992年11月21日 ザ・カンニング
- 1992年11月28日 シネママネしてデンデケデケデケ伝
- 1992年12月05日 SHiBuYa1997
- 1992年12月12日 オーバー・ザ・トップ
- 1993年01月09日 レッド・サン
- 1993年01月16日 ジャパニーズ・ベスト・キッド3
- 1993年01月23日 漂流教室

### ウチムラセブン
『ウルトラセブン』のパロディ。ウチムラ警備隊のモノホシラン隊員（内村）が、「ウチムラノーズ」でウチムラセブンに変身し、怪獣や宇宙人と戦う。南原はツルハシ隊員と怪獣・宇宙人の二役だった。本家『ウルトラセブン』で主演を務めた森次晃嗣が、オネエ口調のキリカブ隊長役で出演した。他には水野美紀（アンズ隊員）、大沢健（ヨガ隊員）、入江雅人（アサヒ隊員）が出演。ナレーションは初回のみ内村で、2話以降は名称不明の声優が担当した。内村が歌う『ウルトラセブン』そっくりの主題歌もあった。番組の打ち切りにより未完となったが、後日お蔵入りになっていたエピソードを特番枠で放送、それを最終回とした。後に単発特番『ウチムラ7』『ウチムラセブン』で名称復活を遂げたが、内容はこのコントと特に関係なかった。
放送日程
- 1993年04月17日 第1話 モノホシラン登場
- 1993年05月01日 第2話 宇宙からの落とし物
- 1993年05月22日 第3話 ヨガ隊員を救え!
- 1993年05月29日 第4話 ふるさとの鎮魂歌
- 1993年06月05日 第5話 ウチムラホーク発進せよ!
- 1994年12月28日 第6話 約束

### やるやらクエストシリーズ
テレビゲーム『ドラゴンクエスト』のパロディ。大掛かりなセットを組んだゲームを中心とし、メンバーやゲストが身体を張ったアクションを繰り広げる。出演者の服装もドラゴンクエストシリーズをベースとしているほか、ゲーム音楽も一部使用された。ちなみに「YARUYARA QUEST」のタイトルロゴは、「DRAGON QUEST」をベースにしたものとなっている。
やるやらクエスト
魔王「ジャマー」（渡辺正行）とその子分「コジャマー」（小宮孝泰、松尾伴内）によって連れ去られた「サーエ姫」（一色紗英）を救出するため、主人公である勇者「ナンバーラ」（南原）とその仲間である戦士「チャチャ」（勝俣州和）、僧侶「デガワ」（出川哲朗）、魔法使い「チハル」（ちはる）、そして遊び人「マキノ」（内村）が冒険に挑む物語。
やるやらクエストII
『やるやらクエスト』の冒険から早100年の月日が流れ、勇者ナンバーラに敗れた魔王ジャマーは闇に封印されていた。コジャマー（松尾）は封印を解くための王家の剣を手に入れ、以前よりパワーアップした大魔王「グレートジャマー」（渡辺）として復活させることに成功。コジャマーも「グレートコジャマー」（小宮、松尾）に進化してしまう。勇者ナンバーラの血を引く勇者「バラナン」（南原）は国王の命を受け、大魔王グレートジャマーを倒して王家の剣を取り戻すため、召使い「サンチョ」（内村）、「ビアンカ」（ちはる）、兵士「チャチャ」（勝俣）、そしてモンスター「ミニデーモン」（出川）とともに旅に出る。
1993年6月12日の第1回では渡辺が「久々にこの局に帰ってきた」、南原が「やっぱり裏番組は終わってしまった」と発言し、渡辺が土曜20時枠の裏番組であるTBSテレビ『突然バラエティー速報!!COUNT DOWN100』（1992年10月 - 1993年3月）に出演していたためにコーナーが休止になったことをネタにしていた。 しかし、同コーナー収録中に死亡事故が発生したため、『II』の放送が1回のみとなるばかりか、番組自体が打ち切りとなってしまった（『#ウォン・カークイ死亡事故とその影響』を参照）。
放送日程
- 1992年02月01日 ルナーラ城
- 1992年02月08日 ヤラの水路
- 1992年02月22日 バロナの砂漠
- 1992年02月29日 ジアスの谷
- 1992年03月07日 ペレーネの氷山
- 1992年03月14日 ヤンダルキアの跳橋
- 1992年03月21日 ロザーヌの北壁
- 1992年05月16日 ガーデンブルグの橋
- 1992年09月19日 プリズマの滝
- 1993年06月12日 ラインハットの塔

### テレビドラマのパロディ
『やるやら』では上記のコーナーのほか、テレビドラマパロディがしばしば行われ、内村扮する武田鉄矢や南原扮する浅野温子など、なりきりぶりが評判となった。また､実際のドラマで登場する一部の俳優､タレントなども出演した。
- 約101回目のプロポーズ
- もっと素顔のままで
- もうひとつ屋根の下
- ドラマという名のもとに（『愛という名のもとに』）
- ふぞろいの林檎たちに愛をこめて
- ふたたび振り返れば奴がいる
- 世にも微妙な物語（『世にも奇妙な物語』）
- もうひとつの並木家の人々
- 逢いたくない時にあなたはいる…（『逢いたい時にあなたはいない…』）

### その他
クイズよし!わかった!
大坪司会のクイズコーナー。「ナンチャンを探せ!」は『誰かがやらねば』時代からの人気コーナーで、街中の風景に変装した南原が溶け込み、映像のどこに南原が隠れているかを当てるクイズで、絵本『ウォーリーをさがせ!』が元ネタ。色白の内村が街中の白いものに紛れる「ウッチャンを探せ!」や、出川哲朗が危険な状況で物に扮する「テッチャンを探せ!」という発展形も生まれた。前述のように、バブル崩壊時であったため、新宿の大通り、六本木アマンド前他撮影に多くの許可を取る所にロケに出たり、大規模な特殊メイクを用いた。特番時は、大規模なロケを慣行、南原の大仕掛けに驚かされた。ほかに「ウッチャンの3つのマチガイ」など。レギュラー回答者は加藤武（「よし!わかった!」の台詞の元になった）、菅井きん、山瀬まみなど。
「ナンチャンを探せ!」のLV70で、信楽焼のタヌキの中から南原を探すというのがあった。山瀬が「ひょっとしてキン!?」と言ってしまったため場内は騒然とし（実は正解）、狼狽する菅井に内村は「菅井さん、自分の名前を言えばいいんです!」と言うが、菅井は「そんなこと…、言えるわけないじゃない!」と叫んでいた。
コケる男
内村演じる気弱な男が様々なシチュエーションに登場するが、ふとした物の弾みから次々と盛大にコケながらセットを壊していく。番組のオープニングに登場し、男を止める役として南原が現れ「始まるよ〜」と言うのが定番になっていた。「コケる男」という名称が付いたのは後になってから。笑う犬シリーズでも似たようなコントがある。
加納さんの屈辱
カノッサの屈辱のパロディ。毎回「○○について学習する」として、そのテーマにちなんだショートコントを数本放送。冒頭と終盤では若仲谷昇（内村）の講義中、正体不明の中年男・加納さん（南原）が邪魔をする。加納さんの茶々を、笑いをこらえながら淡々と進行し、時々「加納!」と突っ込む若仲谷が見物だった。加納さんはダジャレ好きで、普段はおちょぼ口で頻繁にうなずき、「いいんじゃないっスか」「つきぬけろ〜!」などが口癖。ラストでは若仲谷が「来週までにレポートを原稿用紙○百枚以内にまとめて提出しなさい」と言っていた。加納さん名義の『加納さんのいいんじゃないっスか』（作詞：森雪之丞、作曲：宮川泰）というシングルCDも発売されたほど、プチブレークした。
加山雄三ショー（くわやまゆうぞうショー）
『君といつまでも』しか歌えず、ギターも全く弾けない南原扮する加山雄三（「加（か）」を訓読みの「くわ」とし、「くわやまゆうぞう」と読む）が、司会役の内村を相手に、明らかに合成と分かる若大将シリーズのポスターを見せたりしながら自慢話をするコーナー。バックバンドとしてザ・ワイルドワンズも出演。
本物の加山雄三がサプライズゲストとして出演した際には、南原は素で驚き、本物の加山に「くわやま君とはデビュー以来親友だったんだよ」となだめられたが、気持ちを整理できず苦笑いするのみだった。本来であれば、歌の中盤に登場した本人に早々に気付くはずだったが、中々気付かず、結果的に歌が終了して本人が話し始めてからようやく気付くという奇跡が起きた。この時にはワイルドワンズのメンバーも司会役の内村も、その気付かない様子に爆笑しながら演奏を続けていた。
クイズ5、6人に聞きました
『クイズ100人に聞きました』のパロディ。内村扮する関ロ宏（関口宏の「口」をカタカナの「ロ」と書き、「せきろひろし」と読む。「せっきぐちひろし」と読む場合もあった）が司会・進行役。屋根裏のアナウンサーは境鶴丸。本家との相違点は答えの数が4・5個であり、解答席の高さが低く、トラベルチャンスがなかった。くわやま一家チーム（南原、一色紗英、佐々木すみ江ほか）、内海桂子・好江チームらが対戦。くわやまチームは全員服装が同じで、全員で答えをタウンページで調べるという、加山雄三が出演したCMに由来するギャグもあった。一度だけ関口宏本人が登場し、司会を務めた。さらには最終問題で桂子・好江チームに加わり解答席に立った。関口が内村扮する関ロに対して出題中に行うひじを付く姿勢（セットが本家『100人』と一見同じつくりに見えるが、内村の身長に合わせて『100人』よりも少し高く作られていたため）と司会進行ぶりとカツラなどのダメ出しを行った。また、ナレーションも本家の橋本テツヤが登場した。その後、1992年2月17日放送の本家『100人に聞きました』にやるやらのレギュラー出演者（ウンナン、ちはる、神田利則、名古屋章）が出場し、『関口宏のサンデーモーニング』チームと対決。見事勝利し、ハワイ旅行1人分を獲得した。さらに番組が『関口宏の東京フレンドパーク』へ変わった後も『ムーブ』時代、『II』時代と何度も来園し、ウンナンと関口の因縁は長きにわたり続くこととなった。
NJ（ナンチャン・ジャーナル）
奮立伊知郎（内村）、くわやま雄三（南原）、加藤紀子が司会。音楽番組『MJ -MUSIC JOURNAL-』のパロディ。出演アーティストも内村、南原が演じている。
子丑虎卯辰巳琢郎（ねうしとらうたつみたくろう）のくいしん坊!万々歳
当時辰巳琢郎が担当していたミニ番組『くいしん坊!万才』のパロディ。オープニングは辰巳の顔部分を内村に差し替えたものであるが、テーマ曲は村野武憲時代のものが使用されていた。エンディングも再現されており、「KIKKOMAN」の字を「U'CHAN NANCHAN」に変えた提供クレジットと共に「ウッチャンナンチャンがお送りしました。」というアナウンスまで流れていた。
子丑虎卯辰巳琢郎（ねうしとらうたつみ・たくろう）を内村が、取材先の店主を南原が演じていた。ウッチャンナンチャンが店主側で、リポーターとして辰巳本人が登場した事もある。
親方とサブのカ〜ッチョイイ〜
大工の親方（南原）とその弟子のサブ（内村）が毎回あらゆる難題に挑戦。成功すると「マイムマイム」の音楽に乗って踊りだし、相手が「カ〜ッチョイイ〜!」と誉めるというもの。後に小サブ（奥山佳恵）、さらにサブコ（加藤紀子）が参加し、タイトルも「親方・サブ・小サブのカ〜ッチョイイ〜」になる。また100回記念として、明石家さんま・村上ショージ・松尾伴内などのかつて土曜20時台に放送されていた『オレたちひょうきん族』のメンバーが軍服姿で登場し、かつて同番組で行っていた「明石第三小隊」のコントを披露しながらウンナンとマシュマロキャッチゲームに参加した。当時はウンナンとさんまメンバーが絡むのは珍しく、話題になった。ちなみにコントの終了後、エンディングでは一緒にトークも行った。
異種格闘技戦・格闘王への道
プロレスラーのビューティー南原（南原）と、キックボクサースタイルのボボ出川（出川）によるタッグチーム「ビューティフル・サンデーズ」（入場曲は田中星児のビューティフルサンデー）が、本物のプロレスラーと一発ギャグや椅子取りゲームなどで対戦するコーナー。しかし判定を巡り猛抗議になり、プロレスラー側がキレて南原、出川にプロレス技（主にその選手の必殺技）を掛け結局没収試合、無効試合になりビューティフルサンデーズの反則勝ちになる。そのうち出川自身の知名度が高まるにつれ当時の嫌いな男キャラが確立され視聴者から邪見に扱われ始めた。そこでテコ入れとしてボボ出川が技を喰らい死んでしまい、次回から息子のポポ（Popo）出川・力士のアケボボなどいろんなキャラクターになっていく。実況を志生野温夫、解説を内村、レフェリーを入江雅人が担当した。アントニオ猪木など大物も出演した。
CHAKE and YASKA 栄光の軌跡（チャケアンドヤスカ えいこうのきせき）
南原がCHAGEに似ていることがきっかけで始まった、南原がCHAKE、内村がYASKAを演じるドラマ仕立てのコント。歌い方を忘れたYASKAに対しCHAKEがさまざまな小道具を使って歌唱指導する場面と、回想と言う形でデビュー前から現在に至るまでの軌跡を描く場面の2部構成で、軌跡部分はCHAGE and ASKAの実際の軌跡を書籍化した「PRIDE(上下巻)」（角川文庫）を元に台本が書かれているが、脚色されている場面も多くある。1992年5月12日に福岡国際センターで開催されたCHAGE and ASKAのコンサートには、CHAKE and YASKAの扮装で登場し、本家公認となった。
トニー南原の出張メイク
メイクアップアーティストのトニー南原（南原）が一般企業などを訪れ、女性に奇抜なメイクを施す。一度、河田町時代のフジテレビに出向き、色々なアナウンサーの顔にメークを施した。このコントはトニー・タナカが元ネタで、タナカ本人とメイク対決をした回もあった他、タナカの娘がこの番組を見ていて「パパってオカマ？」って言われたことが本人から語られている。
北神田三郎のニュー演歌流れ旅
北神田三郎（神田利則）が流しの演歌歌手として巡業するコント。師匠の鬼ヶ島三十郎（内村）とともに演歌『涙の停車場』を歌う。『涙の停車場』は実際にシングル発売された。内村が最も好きなコントであったが、あまりにマニアックすぎた為人気はなかった。居酒屋の大将である南原の妻兼女将役には女優の高橋ひとみが演じ、お客には勝俣や出川がレギュラーを務めていたが、一度、ヒロミがゲスト出演している。後に『内村プロデュース』内の「笑わせ王」のコーナーで久々に復活した。
ハエ男
さまざまなシチュエーションに現れるハエ男（内村）のコント。ハエ男は上の人間にゴマをする人間を指す事で、このようなシーンに必ず登場し奇妙なダンスを踊りながらハエ男シールを貼っていく。このコントについては森高千里がテーマソング『ハエ男』を担当した。また、このコーナーには森高がゲストとして出演したり、テレビドラマに多く出演する前の東京サンシャインボーイズメンバーが参加していた（これはDVDに収録されている）。
非教育番組でっきるかな?
『できるかな』のパロディー。ナッポさん（南原）が毎回妙な腰使いをする「大人のジョーク」を行う。テーマに合わせて『できるかな』の替え歌（「口説けるかな」「四股踏めるかな」など）が歌われる。ナレーションは本家と同じくかずきかずみ。
全身タイツ隊
南原率いる全身タイツ隊によるパフォーマンス。「んんんんん～、んんんんん～、ん～～!」や「つーるつるーのしーこしこ」と歌いながら奇妙なダンスを踊る。唯一の女性メンバー、プルプルプリン（通称「PPP」、高田ゆき）は「全身タイツの一種」とされるハイレグレオタードを着用。しかし彼女が余り前面に出すぎると、他のメンバーが(勃起してしまうため)立ち上がれなくなる。
ナンバラバンバン
「ナンチャンを探せ!」の屋外ロケ版。BGMにはGO-BANG'Sの『チキ・チキ・バン・バン』の替え歌が流れていた。
スポーツ選手ドラマコント
ウンナン演じる実在のスポーツ選手(長島一茂、三浦知良など)のサクセスストーリーをコント化。

### 特別企画
さまざまなクリスマス
1991年12月21日放送。1時間に渡り、クリスマスに関するオムニバスコントを放送。
秋のUNNスペシャル ずっとスペシャルが好きだった
1992年10月17日放送。タイトルは『ずっとあなたが好きだった』のパロディ。様々なテレビ番組やテレビドラマのパロディコントを行った。
- ずっとあなたが好きだったスペシャル
- 水戸黄門スペシャル
- 土曜ワイドスペシャルスペシャル・ドリフ大爆笑'92 - ザ・ドリフターズのメンバーに扮した男性レギュラー陣が、ドリフ大爆笑のオープニングテーマ音楽にのって派手に踊りだす。
- 徹子の部屋スペシャル
- おんなは度胸スペシャル
- おかあさんといっしょスペシャル
- うれしたのし大好きスペシャル
- FNN NEWSCOM SPECIAL -キムラタロウ（南原）が、実際の共演者である青嶋達也と長谷部真理子のキムラのダジャレに対する反応に文句を言うもの。それに対し、隣接する定時ニュース用のセットで内村（オープニングでニュース映像の金丸信に扮しただけ）と見ていた本物の木村太郎が指摘し、ダジャレを披露するオチ。実際に番組を放送していた報道専用の第7スタジオで収録していた。

南原清隆 史上最強の催眠術師 マーティン・ST・ジェームスに挑戦!!
当時TBSで不定期に放送されて話題を呼んでいた催眠術師マーティン・セント・ジェームスに対抗せんと南原がナーティン・ST・ジェームスを名乗り出演者を催眠術で自由自在に操っていくエンターテイメントショー。内村は司会のアナウンサーとして出演、催眠術ショーには参加せず。2度にわたりOAされた。

## 人気キャラクター
『やるやら』からは数々の人気キャラクターが生まれ、不特定のコーナーに登場した。
満腹 太（まんぷく ふとる、内村）
『誰やら』の食いしん坊刑事が原型の、ハンバーガーが好物で、ふてぶてしい性格の中学生。「勝手だね～」が口癖。富裕層で拝金主義者。コント「くいしん坊がゆく」や、映画『さびしんぼう』や『小さな恋のメロディ』、『スタンドバイミー』のパロディコントで主役を務めた。和泉雅子が母親で、ジャーナリスト木村太郎の息子という設定。父親のことを馬鹿にされると激怒し独特のステップを踏んだ後に別人のように喧嘩が強くなる。
九州 男児（きゅうしゅう だんじ、内村）
『誰やら』の阿蘇山燃太郎が原型。ほっぺは赤く、恰幅がよい早大生。九州をかたどったモヒカン刈で「どすん、どすん、どっすんどすどす、どすどすどすどすどすぴゅー!」（歩く際の擬音）と言いながら登場し、熊本弁を話す。からし蓮根や馬刺しが好物。前期は九州と東京のギャップをテーマにしたコントで、後期は全国の女性を求めて旅をする。一度は『夢で逢えたら』のNYロケでこのキャラクターのNY旅行バージョンの撮影し、金髪美女を連れ去るというコントを演じている。その際、同行していたダウンタウンの浜田雅功もコントに参加している。
後に『LIFE!〜人生に捧げるコント〜』2016年7月29日放送分にて、内村光良による熊本地震の被災者へのメッセージ映像「Always Look on the Bright Side of Life」内で、ひさびさに登場した。
ドンナトキモ槇原（内村）
槇原敬之の物真似。コントの最中に、出演者の「どんなときも」のセリフと共に登場、槇原を思いっ切りデフォルメしたメイクで『どんなときも。』をキーボードで演奏するふりをする。歌は口パクで基本的に喋らず、南原とのやりとりではジェスチャーやオーバーリアクションで表現する。後に単発番組『ウチムラ7』で復活し、その時は『世界に一つだけの花』が演奏された。
コーちゃん（内村）
「伝説の○○」という肩書きで毎回あらゆるコントに突然現れては場を引っ掻き回すスケベなキャラクター。妖怪子泣き爺がモデル。後に『ゲッパチ!UNアワー ありがとやんした!?』の生中継で、内村の実家を勝俣が訪問した際に焼酎（内村の実家は酒屋）の容器からこの格好をした内村の父が登場し、スタジオにいる内村が悶絶する映像が流れた。
南原 パンツ郎（みなみはら ぱんつろう、南原）
ブリーフの上から海パンを履いた状態で登場し、「パンツ大作戦」と称し着替えようとするが、毎回イナリをはみ出させてしまう。また、この収録には女性客も多く、その度に騒ぎになる事が多かった。
命 影郎（いのち かげろう、内村）
名前は古典の名作『蜻蛉日記』から。昆虫の蜻蛉のごとく極端な虚弱体質である。カメラの前などでしばしば貧血や吐血を起こし、「ヒーッ!」と叫んで息絶えては息を吹き返すことを繰り返す。前身『誰やら』からのキャラクターであり、妹の「命 わずか」・弟の「命 無蔵（いのち ないぞう）」も登場した。ちなみにDVD発売時、初回封入特典として、命影郎のお守りが付いていた。
殺し屋 レーベン（南原）
暗殺武器を手にカメラ目線で「説明しよう!」と解説するが、内村に簡単に殴り返さたり、攻撃しようと武器を振り回してその武器で自分自身を傷つけて自滅してしまう。「殺す!」「野っ郎～!」が口癖。基本的には一人芝居、一人ノリツッコミを繰り返すキャラ。ほとんどがリハーサルなしのぶっつけ本番で行われており、南原には内緒で武器にスタッフがさまざまな仕掛けがしてあり、素で徐々に追い詰められていく南原が一つの見物。内村をはじめ、ちはるや入江雅人などがお気に入りキャラとして上げている。映画『ストリート・オブ・ファイヤー』の敵役「レイヴェン」がモデル。黒いオーバーオール姿を、「魚屋さん？」とイジられるのが定番。
宇井くん（南原）
人気タレントを撮ろうとカメラのシャッターを連射する、無口で無表情なパパラッチ。シャッター音が大きいため、当然撮られたタレントにとっては大迷惑でしかなく、見かねた役員役の内村に注意されると泣きながら逆上する。
この他に、『蒲田行進曲』のキャラがモデルの『小夏』（南原）、『追っかけギャル』（内村）、『ロシア人夫婦』（内村と竹内都子）などが登場した。

## スタッフ
- 構成：廣岡豊、清水東、藤井青銅、井上知幸、内村宏幸/伊藤正宏、中野俊成、宮川賢、植竹英次、白崎和彦、佐野晃、川野孝弘、高橋裕幸、竜泉/内村光良、南原清隆
- 構成協力：関口和之
- 音楽：重村正道
- タイトル音楽：川井憲次（初期）、篠田元一（第2期）
- 美術プロデューサー：鈴木武治、永本允
- デザイン：水上啓光
- 美術進行：小野秀樹、古賀飛
- 大道具：原田和久
- 装飾：上原康生、畠田和良
- 持道具：栗原美智代
- 衣裳：石井久美子
- スタイリスト：大江宏明
- メイク：牧瀬典子、柴田利恵
- かつら：太田修
- 電飾：昌山真也、谷口雅彦、桐ヶ谷幸雄
- アクリル装飾：川島正義
- 視覚効果：中溝雅彦
- ぬいぐるみ：佐藤むさく
- タイトル：岩崎光明
- CG：岩下みどり、大村卓
- CG協力：秋山貴彦・浅野秀二（リンクス）、コスモ・スタジオ、エクサ・インターナショナル
- TD・SW：島本健司
- カメラ：中島浩司
- VE：水野博道、塚本修
- 音声：石井俊二
- PA：牧野正、姫野義和、山本良彦、高橋克明
- 照明：春日叔之、根建勝広
- 音響効果：志田博英、笠松広司
- VTR編集：石附順一、菅野邦大
- ペイント：大沢宏次郎、後藤和夫
- MA：植松巌、円城寺暁
- TK：土屋佳子、長井千鶴、矢野綾子、山口美香
- 広報：山本政己
- スチルカメラ：関興一
- AP：栗原美和子
- ディレクター：片岡飛鳥、伊戸川俊伸
- ディレクター・プロデューサー：吉田正樹
- プロデューサー：佐藤義和
- 技術協力：ニユーテレス
- 制作協力：マセキ芸能社
- 制作：フジテレビ第二制作部（現・バラエティ制作センター）

## オープニング・エンディング
全てCG映像になっており、オープニングとエンディング(4代目オープニングは除く)が共通したデザインになっている。

### オープニング
2・3・5代目にはウンナンの二人が合成で登場している。
- 初代(1990年10月〜1990年11月)

青い星空のような空間の奥から番組のシンボルであった壺が回転しながら現れ、前方に傾いた後中からタイトルロゴが登場。そして回転している壺をバックに出演者の名前が出る。
- 2代(1990年12月〜1991年12月)

犬型の宇宙船に乗った内村と、南原をデフォルメした機体の宇宙船に乗ったピンクパンサーの着ぐるみ姿の南原が架空の街「南原タウン」を周る。最後に犬型の宇宙船が街から抜け出し、街が鍋に吸い込まれた後鍋からタイトルロゴが出現。そこから大きくズームアウトし鍋を支えるウンナンの像になるというもの。
- 3代(1991年12月〜1992年12月)
- 4代(1993年1月〜1993年5月)

何らかの諸事情によりオープニングのみの変更となった。
- 5代(1993年5月〜放送終了)

ストリートファイターIIのパロディーとなっており、「リュウ」や「ケン」のような赤い道着を着た内村と「ガイル」のような格好をした南原が戦うアニメーション。
出演者のロールは横スクロールとなった。

### エンディング
『オレたちひょうきん族』のように、番組は完全に終了して曲のみを流し、その日のダイジェストをCG映像内の小さい映像で流しながらテロップを縦に流すという手法だった。後に『めちゃ×2イケてるッ!』でも、初期のエンディングで同様の手法をとっている。
- 初代(1990年10月〜11月)

最後のコントの映像が停止し、青い星空をバックに丸く切りくかれ壺の中に吸い込まれ、壺から登場した時にはその日のダイジェストに変わるという演出になっている。
使用曲
平松愛理「素敵なルネッサンス」
- 2代(1990年12月〜1991年12月)

エンディングでウンナンの二人が挨拶したところで映像が止まり、流れる星をバックに前述の南原タウンの街頭テレビのような物に映像がはまり、そこからダイジェストが流れるようになっている。当初はディスプレイの傾きが横に急であったが、のちに角度が修正されダイジェストが見やすくなった。
使用曲
平松愛理「素敵なルネッサンス」
山下久美子「Tonight (星の降る夜に)」
ELLIS「千の夜と一つの朝」
- 3代(1991年12月〜1993年5月)

夜の西部劇のような街をバックに看板を模したワイプの中にダイジェストが流れていた。
1993年からオープニングが変わったがこのエンディングは継続された。
使用曲
児島未散「一歩ずつの季節」
小泉今日子「自分を見つめて」
- Sepia'n Roses「君がいたholy night」
- 鈴木結女「土曜日の落書き」
- 森高千里「Memories」

## ネット局
系列は放送終了時（途中打ち切りの場合は打ち切り時点）のもの。
| 放送対象地域  | 放送局             | 系列                                         | ネット形態 | 備考              |
| ------------- | ------------------ | -------------------------------------------- | ---------- | ----------------- |
| 関東広域圏    | フジテレビ         | フジテレビ系列                               | 制作局     |                   |
| 北海道        | 北海道文化放送     | フジテレビ系列                               | 同時ネット |                   |
| 青森県        | 青森テレビ         | TBS系列                                      | 遅れネット | [ 注釈 5 ]        |
| 岩手県        | 岩手めんこいテレビ | フジテレビ系列                               | 同時ネット | 1991年4月開局から |
| 宮城県        | 仙台放送           | フジテレビ系列                               | 同時ネット |                   |
| 秋田県        | 秋田テレビ         | フジテレビ系列                               | 同時ネット |                   |
| 山形県        | 山形テレビ         | フジテレビ系列                               | 同時ネット | 1993年3月打ち切り |
| 福島県        | 福島テレビ         | フジテレビ系列                               | 同時ネット |                   |
| 山梨県        | テレビ山梨         | TBS系列                                      | 遅れネット |                   |
| 新潟県        | 新潟総合テレビ     | フジテレビ系列                               | 同時ネット |                   |
| 長野県        | 長野放送           | フジテレビ系列                               | 同時ネット |                   |
| 静岡県        | テレビ静岡         | フジテレビ系列                               | 同時ネット |                   |
| 富山県        | 富山テレビ         | フジテレビ系列                               | 同時ネット |                   |
| 石川県        | 石川テレビ         | フジテレビ系列                               | 同時ネット |                   |
| 福井県        | 福井テレビ         | フジテレビ系列                               | 同時ネット |                   |
| 中京広域圏    | 東海テレビ         | フジテレビ系列                               | 同時ネット |                   |
| 近畿広域圏    | 関西テレビ         | フジテレビ系列                               | 同時ネット |                   |
| 島根県 鳥取県 | 山陰中央テレビ     | フジテレビ系列                               | 同時ネット |                   |
| 岡山県 香川県 | 岡山放送           | フジテレビ系列                               | 同時ネット |                   |
| 広島県        | テレビ新広島       | フジテレビ系列                               | 同時ネット |                   |
| 山口県        | テレビ山口         | TBS系列                                      | 遅れネット |                   |
| 愛媛県        | テレビ愛媛         | フジテレビ系列                               | 同時ネット |                   |
| 福岡県        | テレビ西日本       | フジテレビ系列                               | 同時ネット |                   |
| 佐賀県        | サガテレビ         | フジテレビ系列                               | 同時ネット |                   |
| 長崎県        | テレビ長崎         | フジテレビ系列                               | 同時ネット |                   |
| 熊本県        | テレビ熊本         | フジテレビ系列                               | 同時ネット |                   |
| 大分県        | テレビ大分         | フジテレビ系列 日本テレビ系列 テレビ朝日系列 | 遅れネット | [ 注釈 7 ]        |
| 宮崎県        | テレビ宮崎         | フジテレビ系列 日本テレビ系列 テレビ朝日系列 | 同時ネット |                   |
| 鹿児島県      | 鹿児島テレビ       | フジテレビ系列 日本テレビ系列                | 遅れネット |                   |
| 沖縄県        | 沖縄テレビ         | フジテレビ系列                               | 同時ネット |                   |

### ネット局に関する備考
- 1993年6月の番組打ち切り後は、FNS加盟26局のうち、同時ネットのフルネット23局とテレビ宮崎では同年7月3日以降はフジテレビ側と同一のつなぎ番組を、遅れネットのテレビ大分・鹿児島テレビでは各局別につなぎ番組をそれぞれ放送した。
- 『誰かがやらねば!』を遅れネットで放送していた高知放送（日本テレビ系列）では、初回以外未放送だった。

## ウォン・カークイ死亡事故とその影響
1993年6月24日未明（午前1時10分ごろ）、フジテレビ第4スタジオで人気コーナー「やるやらクエストII」（1993年7月10日放送予定）の収録中、ゲストとして参加していた香港のロックバンドBEYONDの黄家駒（ウォン・カークイ）がセットから足を滑らせて転落して頭部を強打し、意識不明の重体（急性硬膜下出血、頭蓋骨骨折、脳挫傷）となって東京女子医科大学病院に搬送される事故が発生した。この事故では内村も転落しており、全治2週間の打撲傷を負った。水槽を囲んだ舞台上で宝物を奪い合う場面で、舞台が水で濡れていたため黄家駒と内村の2人が足を滑らせ、ベニヤ板で作られた背景パネルにぶつかった。衝撃でパネルが倒れ、高さ2メートル30センチメートルの舞台セットから2人とも転落した。当時現場にいた関係者によればそのセットは水浸しになっていたといい、セットの下に緩衝材を設置するなどの安全対策は何らとられていなかったという。内村はこの時のことを「後ろから崩れるような音が聞こえ、気がついたら転落していた」と振り返っている。
6月26日、番組冒頭に「先日、番組収録中に事故があり、皆様にご心配をおかけしましたことを おわび申し上げます。負傷されたウォン・ガークゥイさんの一日も早い回復をお祈り申し上げます。」とのテロップを表示し、通常通り放送された。番組の最後には、内村が「来週のやるやらはまたナイターでお休みでございます。再来週7月10日にお会いいたしましょう」と予告した。しかし、この日の放送が結果的に最終回となる。
6月30日16時15分、黄家駒が収容先の病院で死亡した。その夜にフジテレビの村上光一編成局長（当時）が緊急記者会見を開き、番組の今後について「当面、放送自体が野球ですとかJリーグですとか、24時間テレビ（平成教育テレビ）といったようなことで、たまたま休みが入りましたので、その間にしかるべき結論を出したいという風に思っています」と発言した。
7月2日、この日の日中に黄家駒の遺体を納めた棺が香港に無言の帰国を果たす。夜には有楽町のニッポン放送でウッチャンナンチャンの2人による謝罪の記者会見が行われ、「彼の分まで頑張っていきたい。残されたメンバーも僕らで役に立つことがあったら、また仕事をしたい」と涙ながらに謝罪した。会見後の25時（7月3日1時）、内村が『ウッチャンナンチャンのオールナイトニッポン』の番組冒頭より今回の事件に関して二人の口から語られ、黄家駒への追悼としてBEYONDの曲をかけ、リスナーから届いた励ましの便りなどを紹介した。
7月3日、ナイター中継が予定通り行われたが、当日のテレビ欄に雨傘番組として『やるやら』は掲載されず、特番「あなたの心のスター大全集!!」（司会：峰竜太、中山秀征、鷲見利恵 制作：ジャパンプロデュース）が掲載されていた。
土曜20時枠は、上述の6月26日の放送で予告された7月10日にJリーグ中継、7月17日に上記の「あなたの心のスター大全集!!」が放送。
7月20日、フジテレビの記者会見で番組の打ち切りが正式に決定。
7月24日、土曜20時枠はプロ野球「中日×巨人」が雨天中止のため、『いたずらウォッチング!!』を放送。
7月31日、土曜20時枠は『人気バラエティ感動の最終回大特集!』が生放送され、冒頭で露木茂による本番組打ち切りのお詫びと黄家駒への追悼の挨拶がなされた。この際、露木が「秋から形を変えてウッチャンナンチャンには頑張ってもらいます」と説明し、秋からフジテレビでのウンナンの新たなレギュラー番組が予定されているのを示唆するものだったが、実際は番組制作会社（イースト）・制作スタッフの異なる『ビートたけしのつくり方』へのレギュラー出演だった。
12月26日、フジテレビと黄家駒の遺族が補償問題に合意し香港で調印した。
1994年2月9日、警視庁の刑事部捜査第一課と牛込警察署は、フジテレビのチーフディレクター34歳を業務上過失致死傷罪の疑いで東京地方検察庁に書類送検した。
1994年4月11日から『やるやら』と同じスタッフによるウンナンの新たなレギュラー番組として月曜20時枠で『ゲッパチ!UNアワー ありがとやんした!?』を開始するが、1994年9月12日に半年で終了となる。
さらに3か月後、1994年12月28日の15:00 - 17:25に『ウッチャンナンチャンの年末ジャンボ総集編』を放送。『誰やら』『やるやら』の総集編とともに『やるやら』未放送の「ウチムラセブン 第6話約束」が放送された。
その一方で、土曜20時台は、1996年10月19日に『めちゃ×2イケてるッ!』（『めちゃ×2モテたいッ!』がゴールデン進出する形）が開始されるまで、再び迷走することとなる。

### その後
この事件をきっかけとして、しばらくの間出演者・内容を含めた『やるやら』全体に対するバッシングがマスコミによって行われ、これについて松本人志（ダウンタウン）は自身の著書「遺書」の中で、「ウンナンもスタッフも番組を面白くするために必死に頑張った。そこはきちんと認めてあげなきゃいけない」「（謝罪会見やバッシングなど）ウンナンだけに責任を押し付けようとしたマスコミや偉い人にも責任がある」と述べている。
死亡の知らせに病院に駆け付けた内村は、「自分のせいだ」と泣き崩れたが、BEYONDの他のメンバーに「あれは事故だった」と励まされた。大きなショックを受けた内村と南原は引退も考えたが、黄家駒の遺族らから慰留され、復帰を決意した。
死亡事故による打ち切りという不本意な幕切れとなった番組だが、同局の過去に放送された番組を振り返る番組や、ウンナンが出演するバラエティ番組（前述の『ありがとやんした!?』や『笑う犬』）では番組の映像を交えて紹介されることがあり、2009年10月10日放送のフジテレビ50周年記念特番『記録よりも記憶に残るフジテレビの笑う50年 〜めちゃ×2オボえてるッ!〜』でも当番組が紹介された。また、2009年12月25日には、『ウッチャンナンチャンのやるやらフォーエバー』として、『誰かがやらねば!』時代の映像とともにDVDボックスが発売された。そして、2009年12月23日に実に16年半ぶりに特番（南原曰く宣伝）としてハイビジョン制作で放送された。このとき、過去の思い出などをちはると語った。
1998年から始まった『笑う犬の生活』のサブタイトルには「YARANEVA!!」と付けられている。その背景には、不慮の事故で終わってしまったこの番組への、出演者・スタッフの想いがある。このサブタイトルは、相方の南原に許可をもらって、内村が付けたものである。
芸能評論家の宝泉薫は、テレビ誌のコラムのためにこの事故が起きる1か月ほど前に当番組を取材していたが、その際にプロデューサーの態度に驕りを強く感じたとのことで、このようなプロデューサーの元の収録現場について「危機管理が緩く事故が起きやすい。あの事故は人災だと思っている」と後日そのような見解を示している。

## ビデオ・DVD
『ウッチャンナンチャンのビデオもやらねば!』 発売元：フジテレビ/販売元：ポニーキャニオン 収録時間：各60分
- vol.1（1991年9月29日発売）
- vol.2（1992年7月17日発売）

『ウッチャンナンチャンのやるやらフォーエバー』（2009年12月25日発売） 発売元：フジテレビ/販売元：ポニーキャニオン 収録時間：合計約450分、15750円（税込）
- Disc1：『誰かがやらねば!編』
- Disc2：ウッチャンセレクション
- Disc3：ナンチャンセレクション
- Disc4：もう一度みたい!ベストコントセレクション
- Disc5：もう一度みたい!ベストパロディセレクション
- 初回限定封入特典：特製「命影郎身代御守」